# 橋本俊作
橋本 俊作（はしもと しゅんさく、1930年（昭和5年）7月5日 - ）は、日本の経営者。元さくら銀行頭取。

## 略歴
- 1953年（昭和28年）3月 京都大学法学部卒業[2]
- 1953年（昭和28年）4月 株式会社神戸銀行入社[1]
- 1981年（昭和56年）6月 株式会社太陽神戸銀行取締役[3]
- 1984年（昭和59年）6月 株式会社太陽神戸銀行常務取締役[1]
- 1988年（昭和63年）6月 株式会社太陽神戸銀行専務取締役[1]
- 1991年（平成3年）4月 株式会社太陽神戸三井銀行代表取締役副頭取[1]
- 1994年（平成6年）6月 株式会社さくら銀行代表取締役頭取[1]
- 1997年（平成9年）6月 株式会社さくら銀行相談役[1]
- 1998年（平成10年）6月 大阪中小企業投資育成株式会社監査役[4]
- 1998年（平成10年）6月 山陽電気鉄道株式会社監査役[1]
- 1998年（平成10年）7月 株式会社さくら銀行常任顧問[1]
- 1998年（平成10年） 神戸日独協会会長[5]
- 2000年（平成12年）6月 株式会社東芝監査役[6]
- 2001年（平成13年）4月 株式会社三井住友銀行特別顧問[1]
- 2003年（平成15年）6月 株式会社東芝取締役[6]
- 2004年（平成16年）7月 株式会社三井住友銀行名誉顧問[1]
- 2008年（平成20年）6月 三和ホールディングス株式会社取締役[7]